# 경전
경전(經典, 영어: religious texts, religious scripture)은 종교의 믿음 또는 교리의 근간을 이루는 문서이다. 기독교의 성경, 불교의 불경 등이다. 표준국어대사전은 “(1)변하지 않는 법식(法式)과 도리. (2)성현이 지은, 또는 성현의 말이나 행실을 적은 책. (3)종교의 교리를 적은 책.” 이라 풀이하고 있다.
각 종교 내에서 이러한 경전은 지침, 지혜 및 신성한 계시의 권위 있는 원천으로 존경받는다. 이것들은 종종 추종자들이 옹호하려고 노력하는 핵심 교리와 원칙을 대표하는 신성한 것으로 간주된다.

## 이름의 유래
한자문화권에서 경전은 흔히 변치 않는 도리를 담은 책, 또는 성현의 말씀과 행실을 적은 책을 의미하였다. 유교의 논어, 맹자 등은 주로 공자, 맹자의 언행을 기록하고 있으며 서경, 시경, 주역 등은 변치 않는 도리를 담았다고 여겨진다. 불교에서 경(經)은 부처의 언행을 기록한 것을 뜻한다.

## 유명한 경전
- 불경: 불교의 경전이다.
- 타나크: 유대교의 경전이다.
- 쿠란: 이슬람의 경전이다.
- 성경: 기독교의 경전으로, 책을 뜻하는 헬라어 Biblion을 번역한 말이다. 성경은 다시 구약성경과 신약성경으로 나뉜다.
- 몰몬경: 기독교 종교인 예수그리스도후기성도교회의 경전 중의 하나이다. 이스라엘에서 몇몇 백성들이 미대륙으로 이주하여 흥망성쇠를 이룬 역사와 선지자들의 기록이다.
- 베다: 힌두교의 경전이다.

## 같이 보기
- 정경